# Eltinho
Elton Divino Celio (nacido el 7 de julio de 1987) es un futbolista brasileño que se desempeña como defensa.
En 2006, Eltinho se unió al Paraná. Después de eso, jugó en el Flamengo, Avaí, Internacional y Coritiba.

## Trayectoria

### Clubes
| Club                | País   | Año         |
| ------------------- | ------ | ----------- |
| Paraná              | Brasil | 2006        |
| Yokohama F. Marinos | Japón  | 2007        |
| Desportivo Brasil   | Brasil | 2008        |
| Flamengo            | Brasil | 2008        |
| Avaí                | Brasil | 2009 - 2010 |
| Internacional       | Brasil | 2010        |
| Avaí                | Brasil | 2010        |
| Coritiba            | Brasil | 2011 - 2016 |
| Náutico             | Brasil | 2013        |
| Avaí                | Brasil | 2014 - 2016 |
| J.Malucelli         | Brasil | 2016 - 2017 |
| ABC                 | Brasil | 2017 -      |